# Martin Wilke (Politiker)

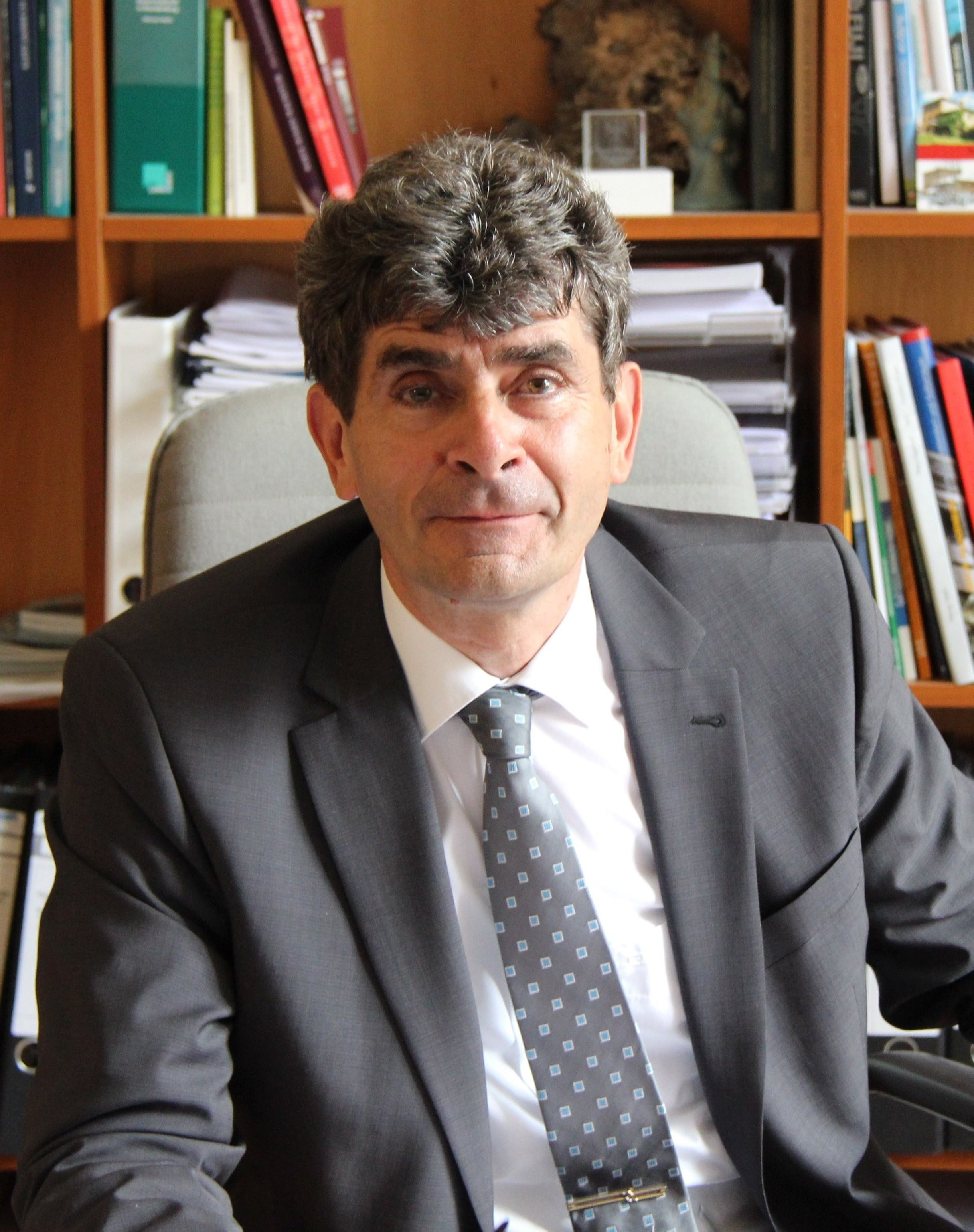
Martin Wilke im Rathaus 2017

Martin Wilke (* 7. Juni 1957 in Frankfurt (Oder)) ist ein deutscher Physiker, Manager und ehemaliger Kommunalpolitiker. Er war von Mai 2010 bis Mai 2018 parteiloser Oberbürgermeister der Stadt Frankfurt (Oder) und war von mehreren Parteien zur Bewältigung der schwierigen finanziellen Lage der Stadt nominiert worden. Seit 2018 arbeitet Wilke als freiberuflicher Ansiedlungs- und Unternehmensberater.

## Ausbildung und Beruf
Wilke besuchte die 7. Polytechnische Oberschule in Frankfurt (Oder) und anschließend die Spezialschule für physikalisch technische Richtung Carl-Friedrich-Gauß (das heutige Gauß-Gymnasium), wo er 1976 sein Abitur ablegte. Von 1976 bis 1978 leistete er seinen Grundwehrdienst in der Nationalen Volksarmee ab.
Von September 1978 bis Februar 1983 studierte er an der Technischen Hochschule Karl-Marx-Stadt Physik und vertiefte sich dabei auf Elektronische Bauelemente. Anschließend arbeitete er bis August 1985 als Entwicklungsingenieur in der Messverfahrensentwicklung im Halbleiterwerk Frankfurt (Oder). Ab September 1985 bis Dezember 1990 war er im gleichen Werk Gruppenleiter der Messverfahrensentwicklung für Logikbauelemente. Von Januar bis Juni 1991 hatte er einen Arbeitsauftrag der Geschäftsleitung des Halbleiterwerkes zum Aufbau neuer Geschäftsbereiche. Anschließend wechselte er an das Business and Innovation Centre Frankfurt (Oder) GmbH (BIC), wo er von Juli 1991 bis Januar 1993 als Projektmanager im Bereich Marketing tätig war, anschließend war er bis Februar 1996 Prokurist der BIC. Parallel dazu promovierte Wilke zwischen September 1991 und Januar 1993 zur Thematik „Konzept eines flexiblen Testsystems“ an der TU Chemnitz.
Nachdem er ab Oktober 1993 bereits stellvertretender Geschäftsführer der Technologiepark Ostbrandenburg GmbH (TPOB) gewesen war, übernahm er im März 1996 die Geschäftsführung. Zudem war er ab März 1996 Geschäftsführer des Investor Centers Ostbrandenburg, ab August 1999 der ETTC Entwicklungsgesellschaft Frankfurt (Oder) GmbH und ab Juni 2005 Geschäftsführer der World Trade Center Frankfurt (Oder) GmbH (WTC). Nach Fusion der genannten Gesellschaften zur Investor Center Ostbrandenburg GmbH übernahm er wiederum deren Geschäftsführung.
Seit 2018 ist Wilke im Bereich der Ansiedlungs- und Unternehmensberatung freiberuflich tätig. Er leitet u. a. ein Projektteam der Wirtschaftsregion Lausitz GmbH und der Industrie- und Handelskammer (IHK) Cottbus für die Investorenakquisition, Wirtschaftsförderung und Regionalentwicklung der Brandenburger Lausitz.

## Politik
Als parteiloser Kandidat trat er, aufgestellt durch die SPD und unterstützt durch ein Wahlbündnis aus SPD, CDU, FDP und zwei Bürgerbündnissen, am 14. März 2010 bei der Oberbürgermeisterwahl in Frankfurt (Oder) an. Mit 59,5 % der gültigen Stimmen setzte er sich gegen den Landtagsabgeordneten Stefan Ludwig (Linke) mit 27 % und die amtierende Frankfurter Bürgermeisterin Katja Wolle (SPD, ohne Parteiunterstützung) mit 13 % durch. Er trat sein Amt am 6. Mai 2010 an. Während seiner Amtszeit verlor er den Rückhalt der Parteien, die ihn 2010 unterstützten.
Bei der Wahl am 4. März 2018 kandidierte er erneut, da ihn keine Partei mehr nominieren wollte, jedoch als unabhängiger Kandidat. Die Fraktion der Liberal-Konservativen Reformer in der Stadtverordnetenversammlung rief jedoch zu seiner Wahl auf. Er trat gegen den Landtagsabgeordneten René Wilke (Linke und Grüne als „Frankfurt geht Besser“), die Beigeordneten Markus Derling (CDU) und Jens-Marcel Ullrich (SPD) sowie Wilko Möller (AfD) an.
Wilke konnte in der ersten Runde mit 20,3 % die zweitmeisten der abgegebenen Stimmen auf sich vereinigen. Am 18. März 2018 trat er in einer Stichwahl gegen den Erstplatzierten der ersten Wahlrunde, René Wilke, der 43,4 % der Stimmen erlangt hatte, an. Dort unterlag Martin Wilke mit 37,5 % gegen René Wilke, der auf 62,5 % der Stimmen gekommen war.